# のこぎり屋根工場

のこぎり屋根の建築物

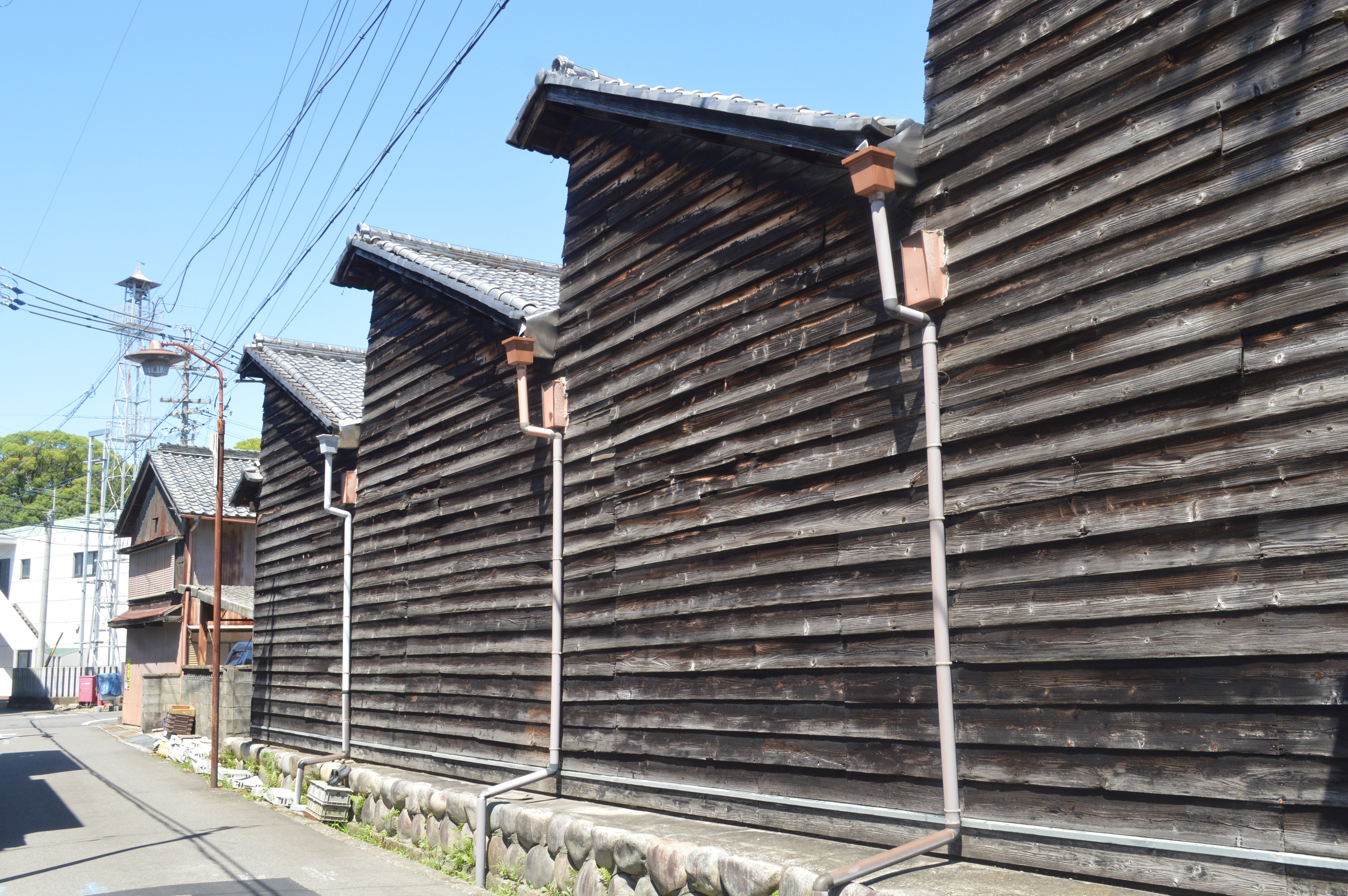
葛利毛織工業（愛知県一宮市、登録有形文化財）

のこぎり屋根（のこぎりやね）とは、鋸の歯の形に似た三角屋根の建物。主として紡績・織物・染色関係の産地に多く見られる工場建築である。 
「のこぎり」・「ノコギリ」・「鋸」または「ギザギザ屋根」と表記も様々である。煙突とともに町並みや農村の風景に溶け込んでおり、工場といえば「のこぎり屋根」が、工場の形の象徴となっている。英語では、「northlight shed」あるいは「saw tooth roof」と表記している。

## 説明

### 歴史
のこぎり屋根工場は、イギリスで動力織機が設置された1820年代後半から30年代にかけて出現し、日本では1883年（明治16年）大阪紡績三軒屋工場がイギリス帰りの技術者の山邉丈夫の指導で建てられたのが始まりといわれている。その後、千住製絨所（1884 - 85年（明治17 - 18年）竣工・東京府北豊島郡）、倉敷紡績所（1889年（明治22年）竣工・岡山県窪屋郡）、日本織物株式会社桐生工場（1890年（明治23年）竣工・群馬県山田郡）など各地にのこぎり屋根工場が建設された。
初期ののこぎり屋根工場は、外国製の機械設備を導入した洋式工場であった。のこぎり屋根工場が多く残っている群馬県桐生市では、明治期13棟、大正期36棟、昭和戦前期175棟、1945年（昭和20年） - 1960年（昭和35年）96棟が確認され、1969年（昭和44年）を最後に建てられなくなったとされる。はじめ電力による動力織機の導入は、原動機からシャフトとベルトを介して複数を同時稼働させる集団運転方式であった。このため工場内部に高さが求められ、採光にも優れているのこぎり屋根工場が建設されたといわれる。社会情勢や景気動向にも建築数が左右されていたようである。

### 特徴
のこぎり屋根工場は、屋根の鋸の刃の短辺に当る部分に大きな採光面を取り、内部は奥まで明るく、各地の紡績・撚糸・織布・染色・修整などの繊維産業の工場で広く採用されている。上部採光面はほとんどが北向きなのは、工場内への直射日光の差し込みを抑え、間接光のため日中の光量の変化が少ない安定した一定の光源が得られるのが、主な理由である。そのため、布の柄や繊維の組織、色合わせや色の組合せを見るのに適した建物であった。上部採光面が南向きなら日差しの角度が変化し、織物が日に焼ける心配もある。わずかにある南向きの理由は不明である。

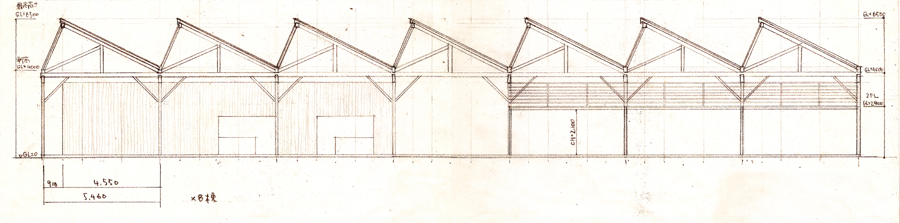
平松毛織株式会社工場断面図一部

### のこぎり屋根工場分布

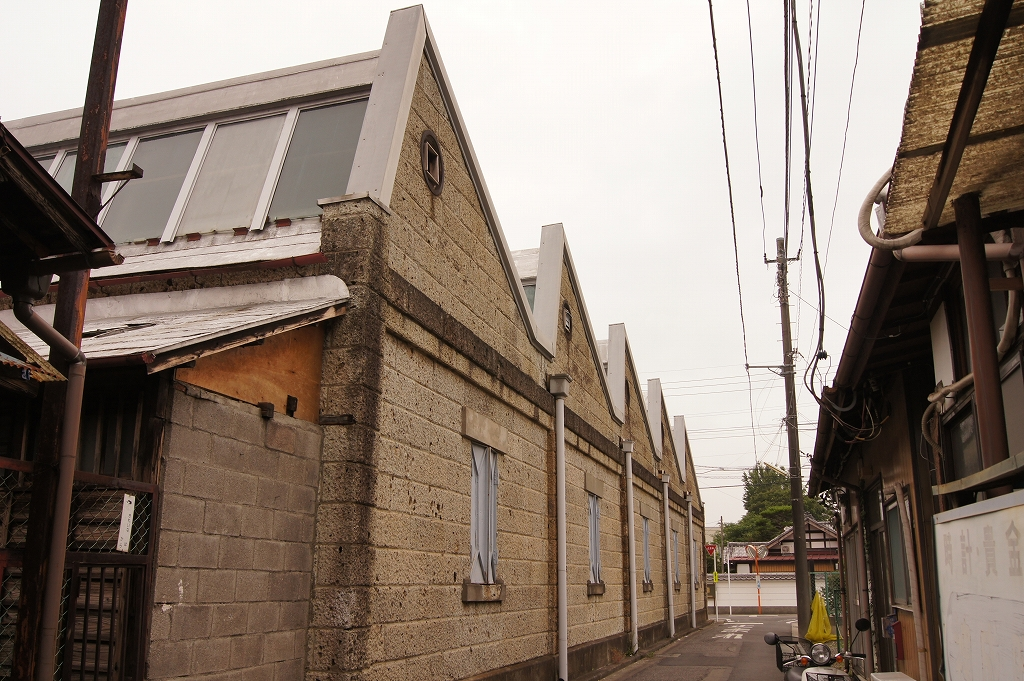
旧曽我織物工場（群馬県桐生市）
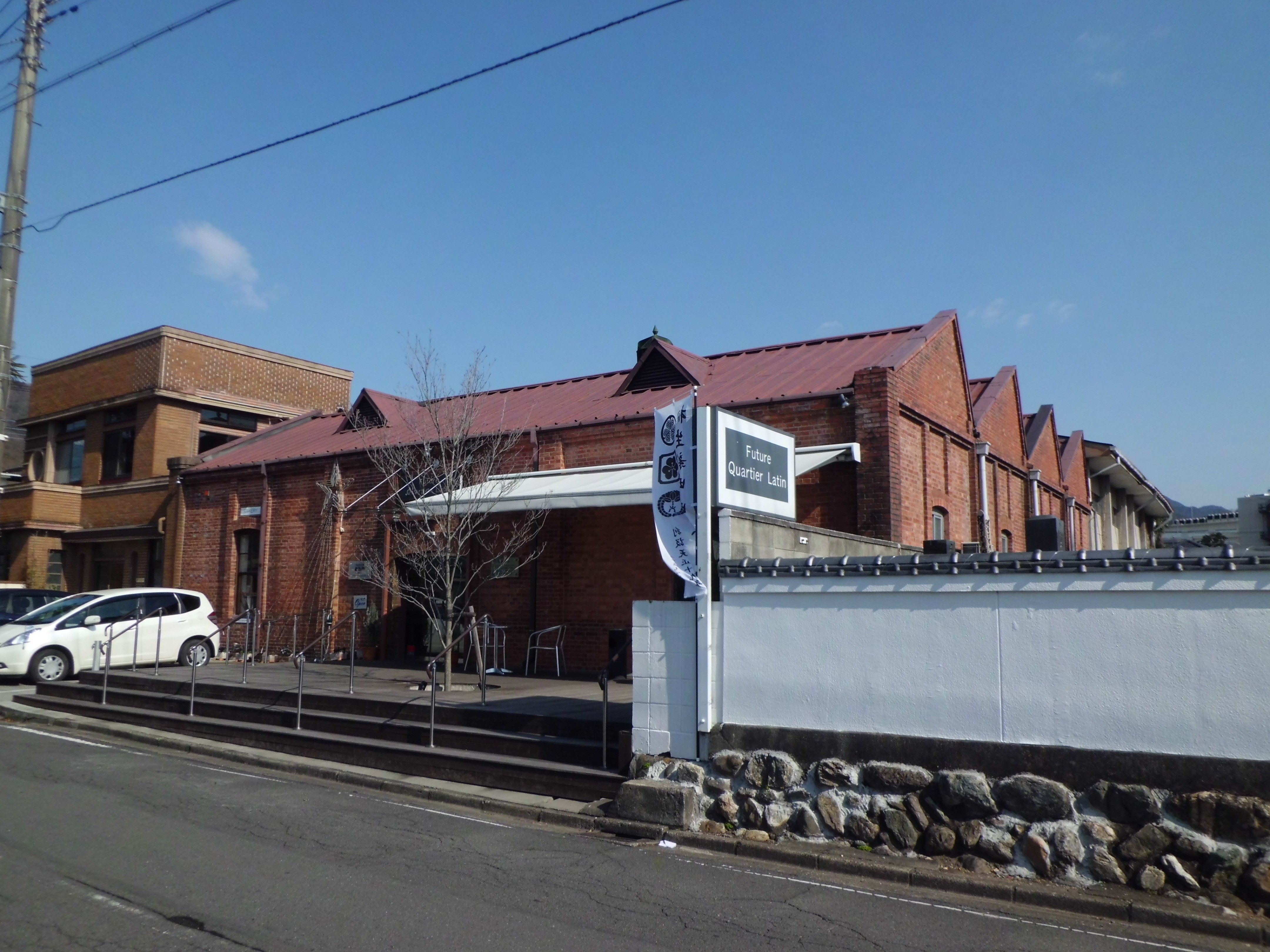
旧金谷レース工業（群馬県桐生市）
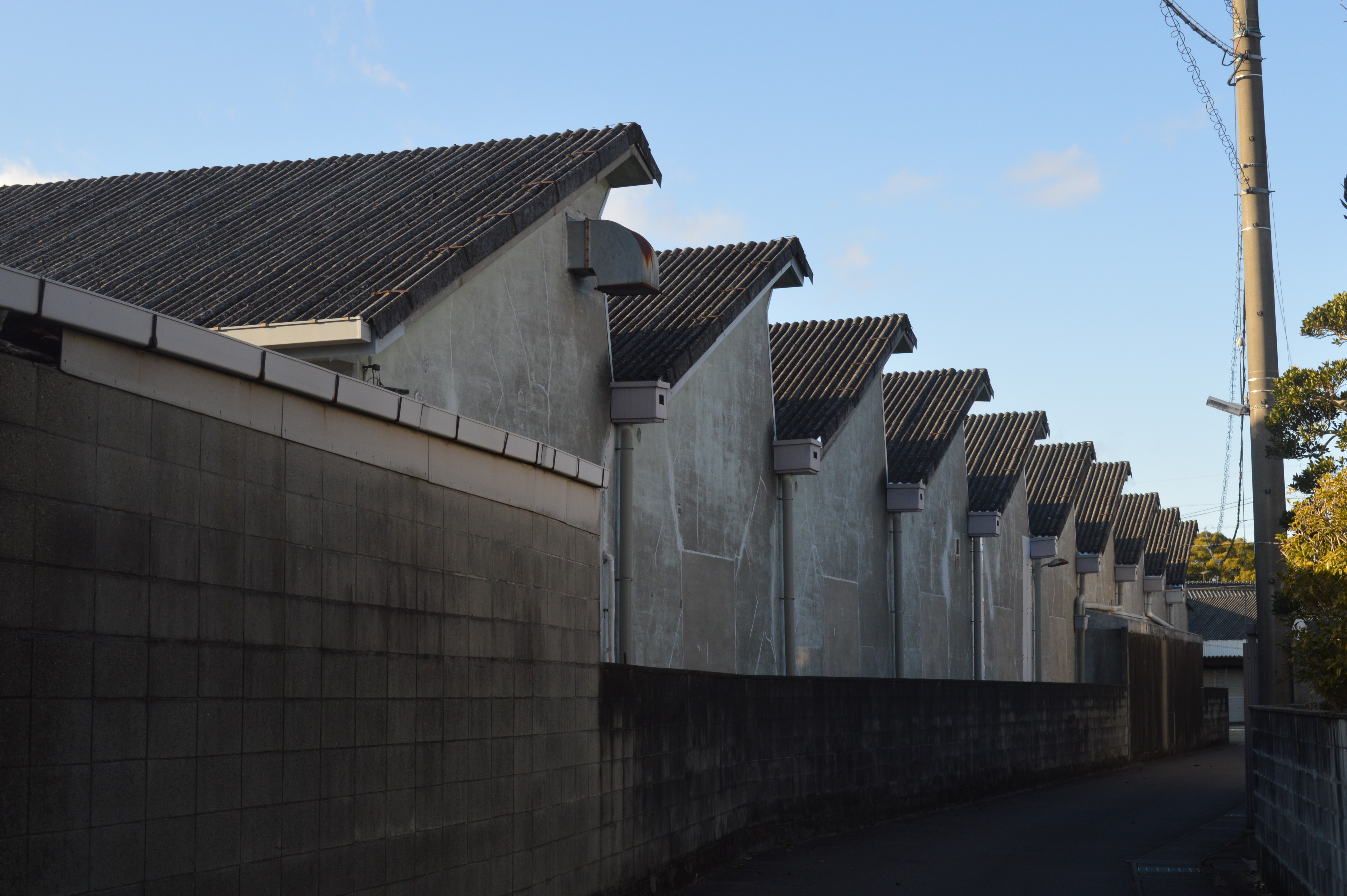
尾州ウール木曽川工場（愛知県一宮市）
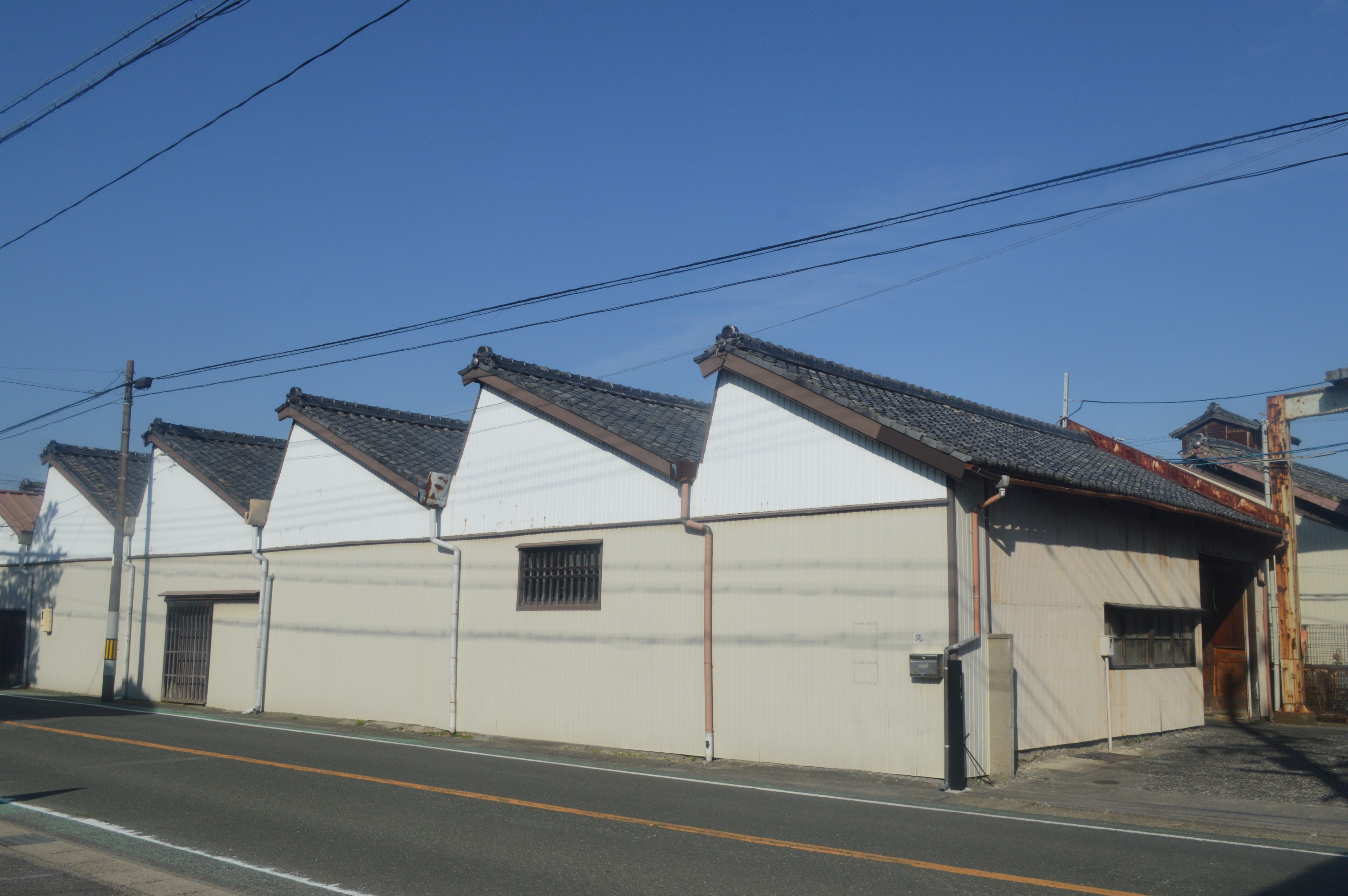
稲葉製綱（愛知県蒲郡市）
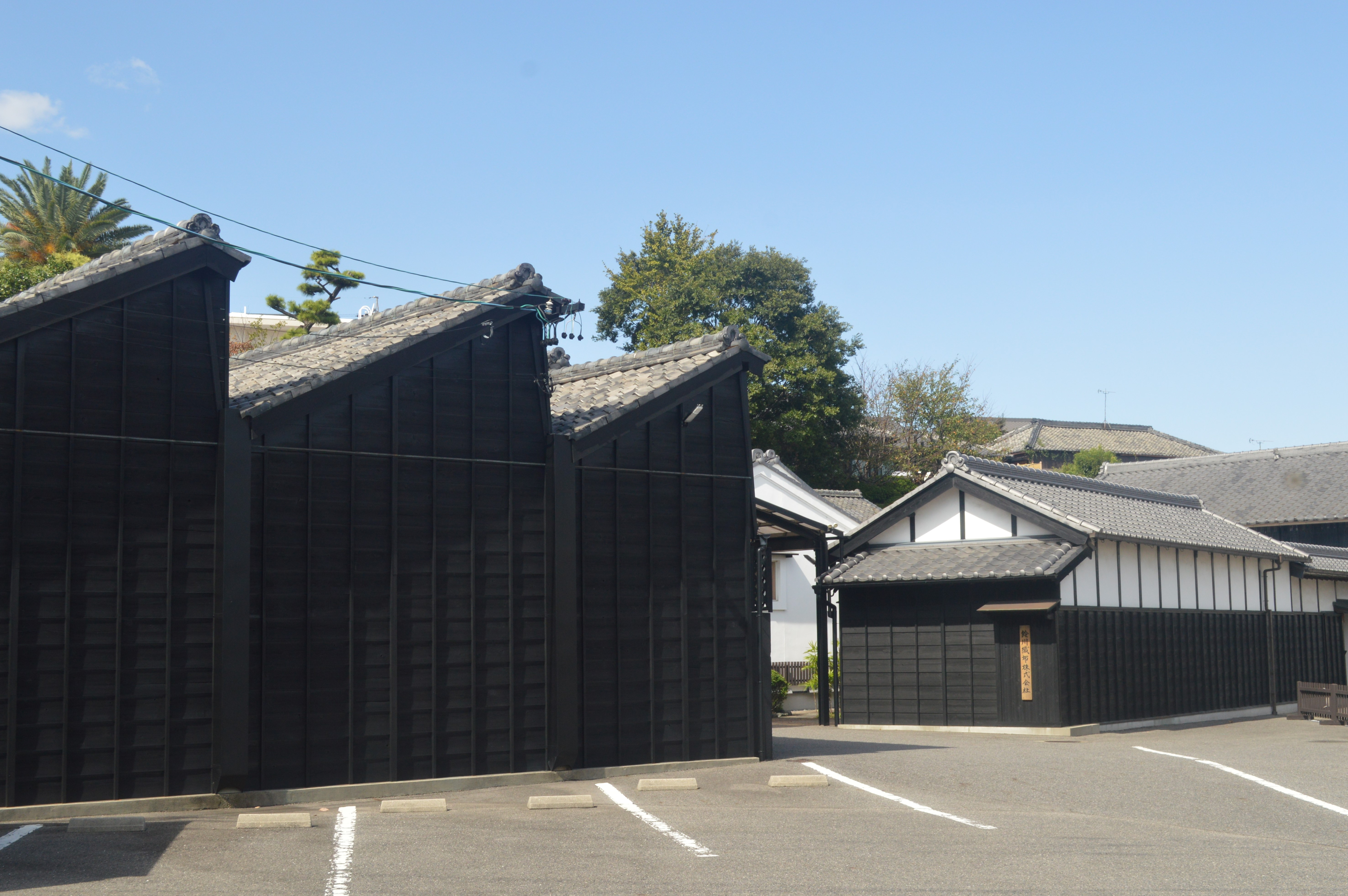
鈴川織布（愛知県半田市）
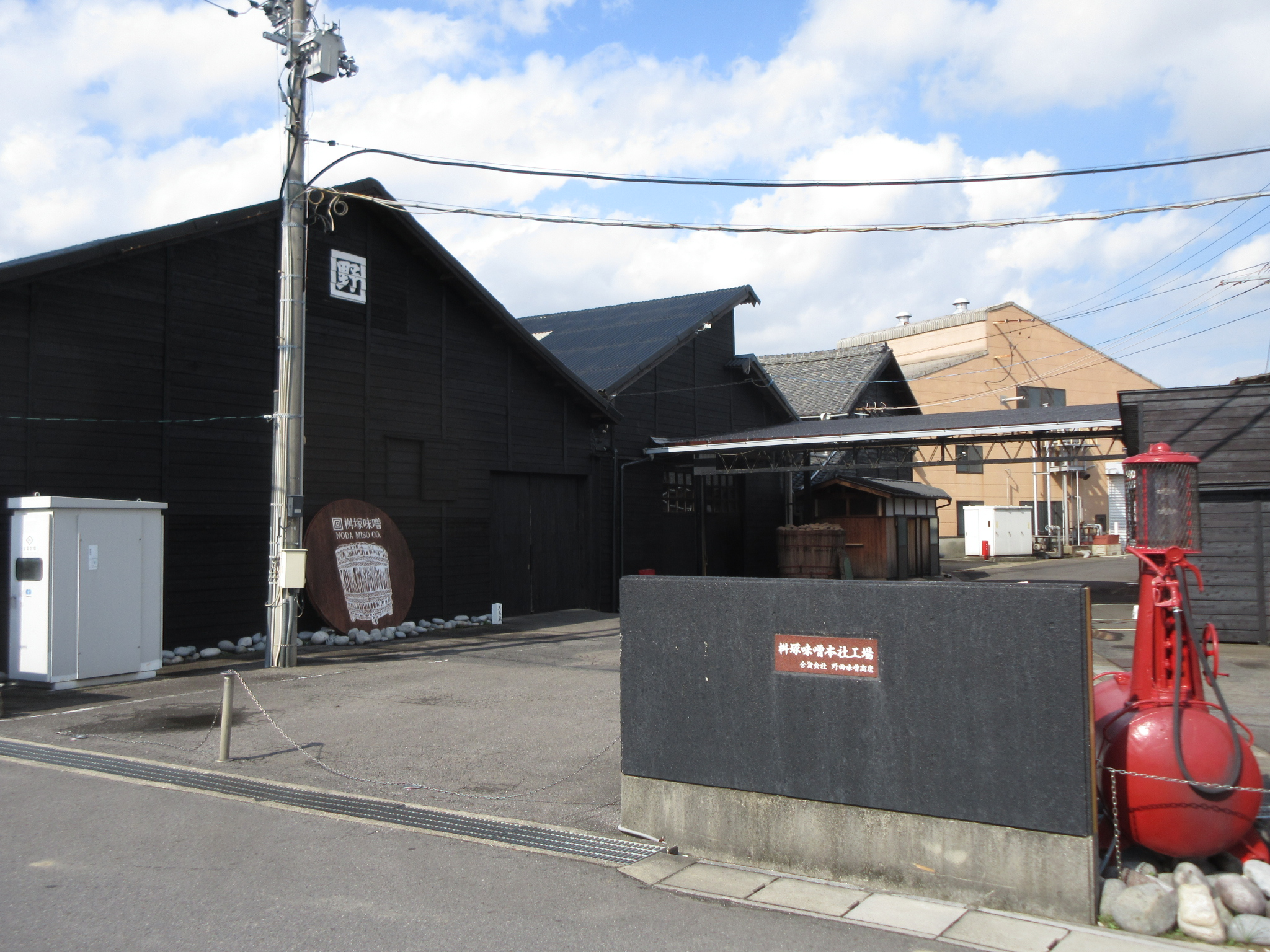
枡塚味噌（愛知県豊田市）
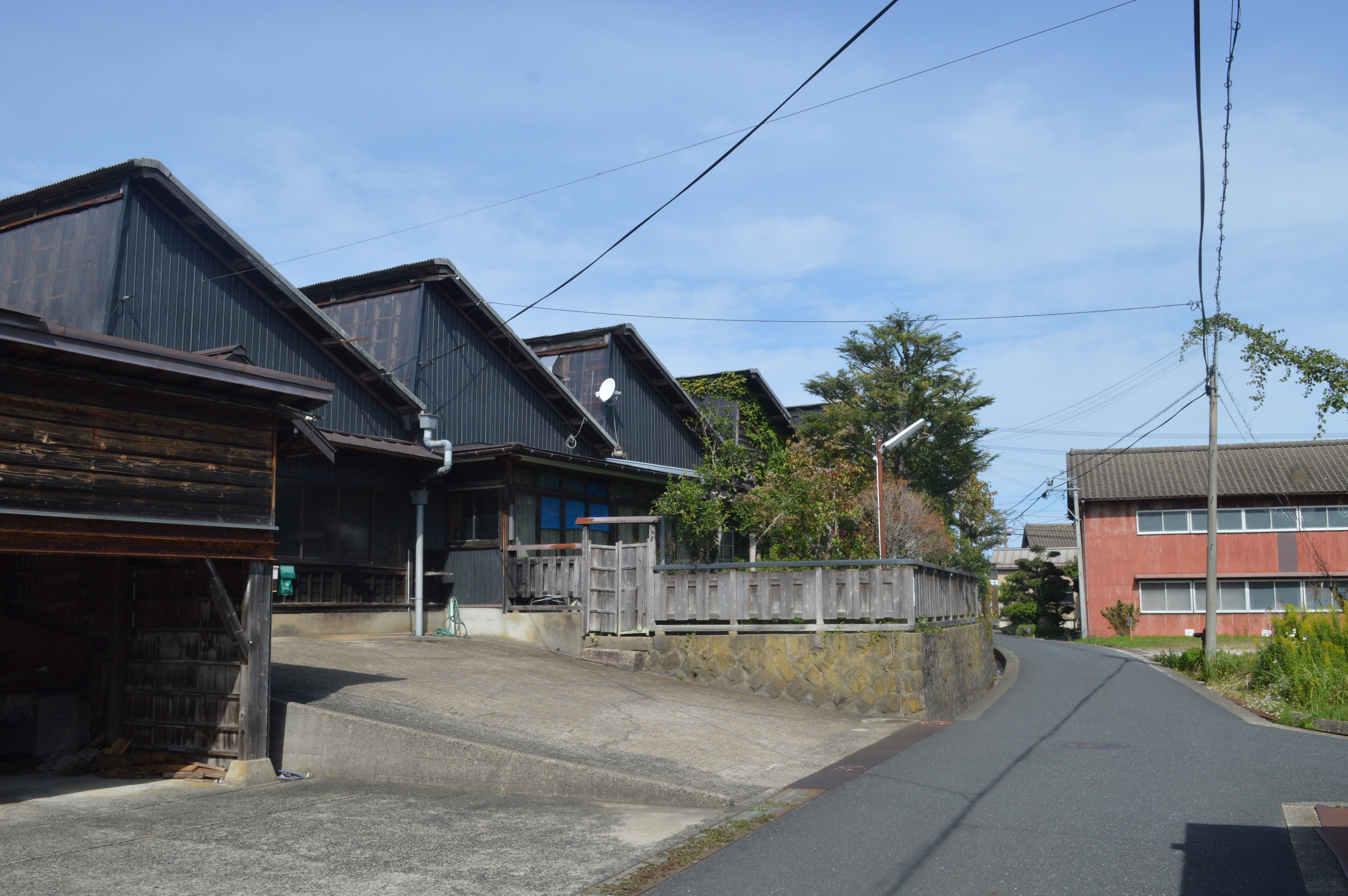
足米機業場（京都府京丹後市）
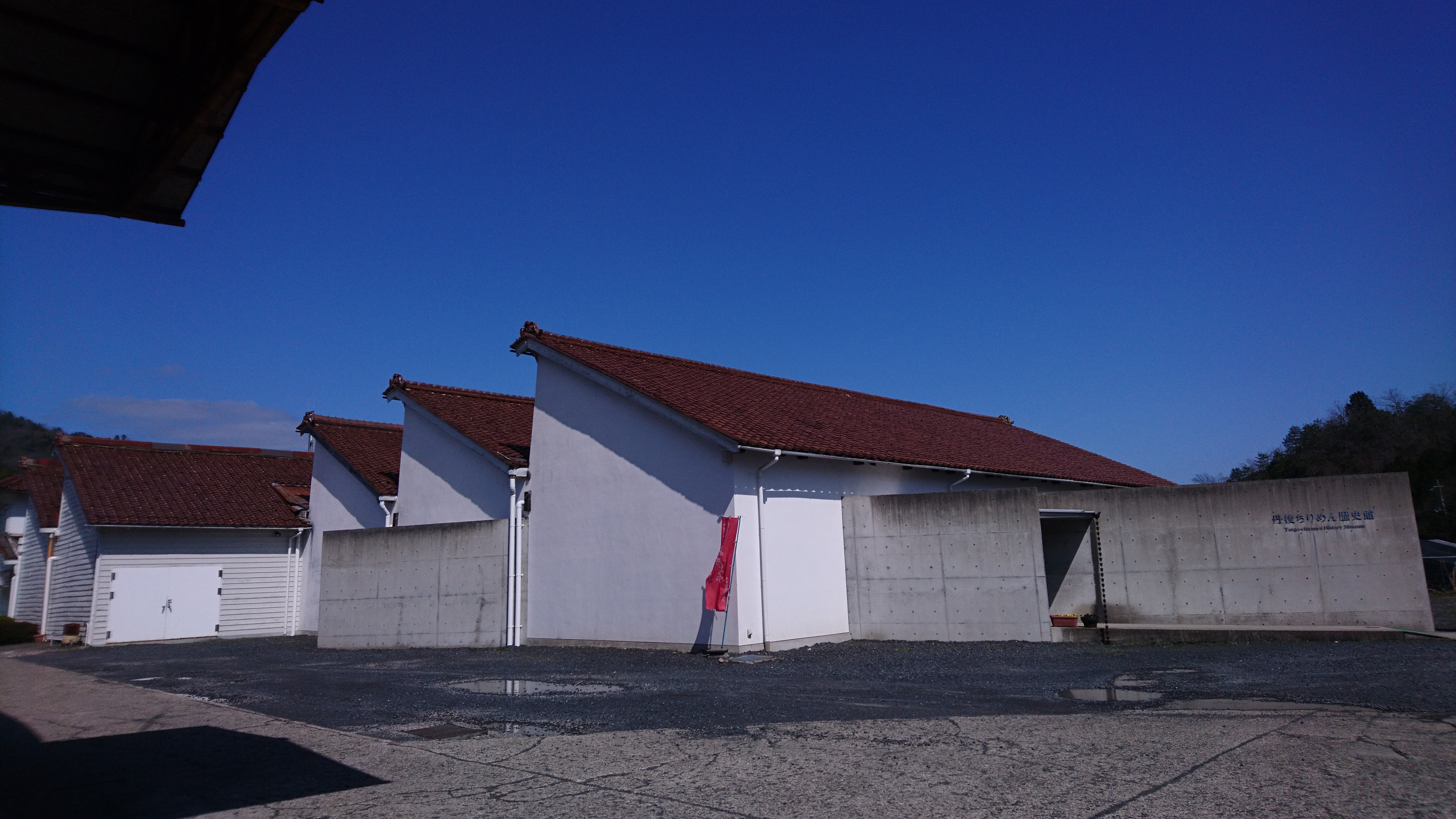
丹後ちりめん歴史館（京都府与謝郡与謝野町）
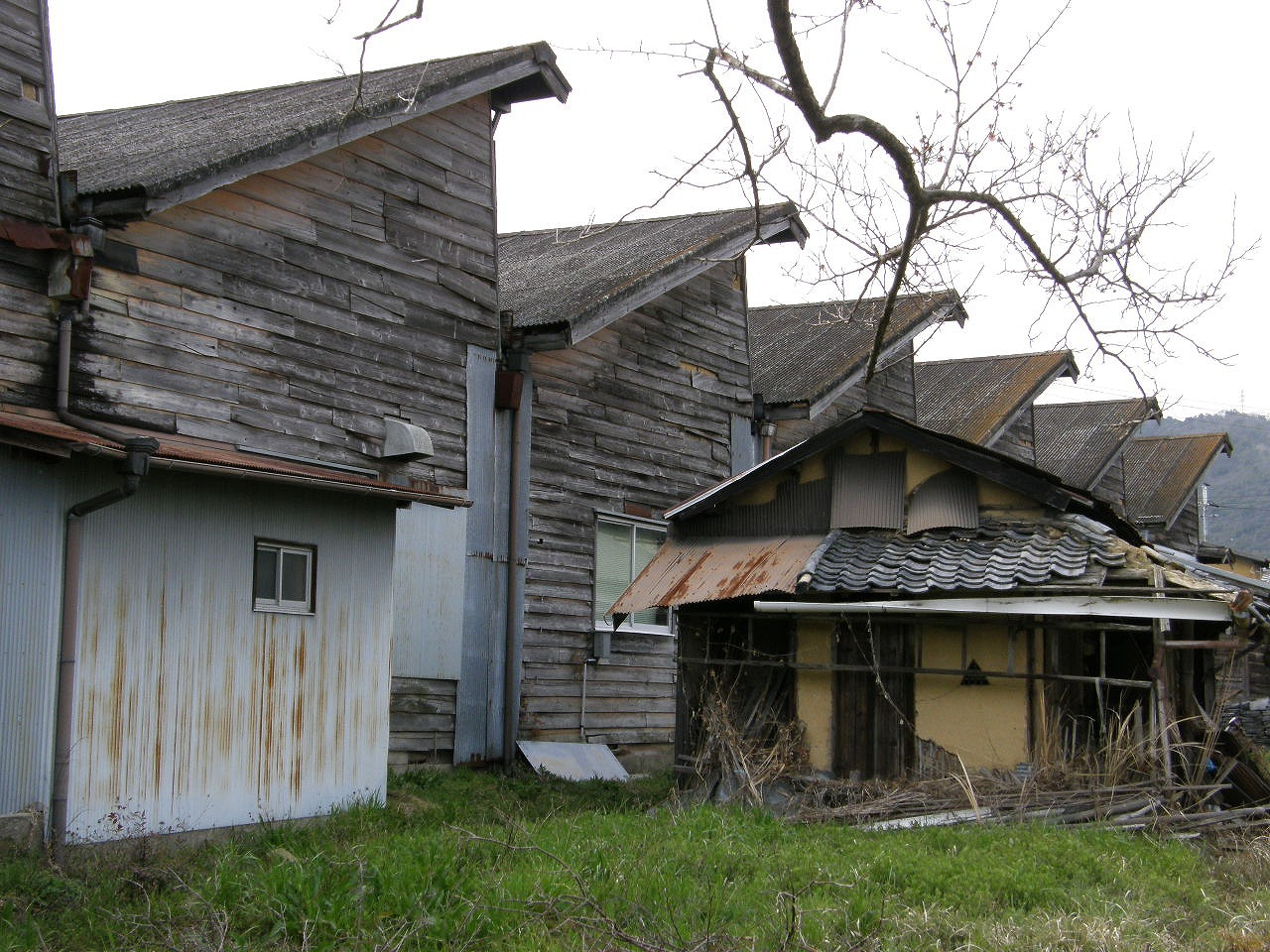
神結酒造（兵庫県加東市）

### 愛知県一宮市の例

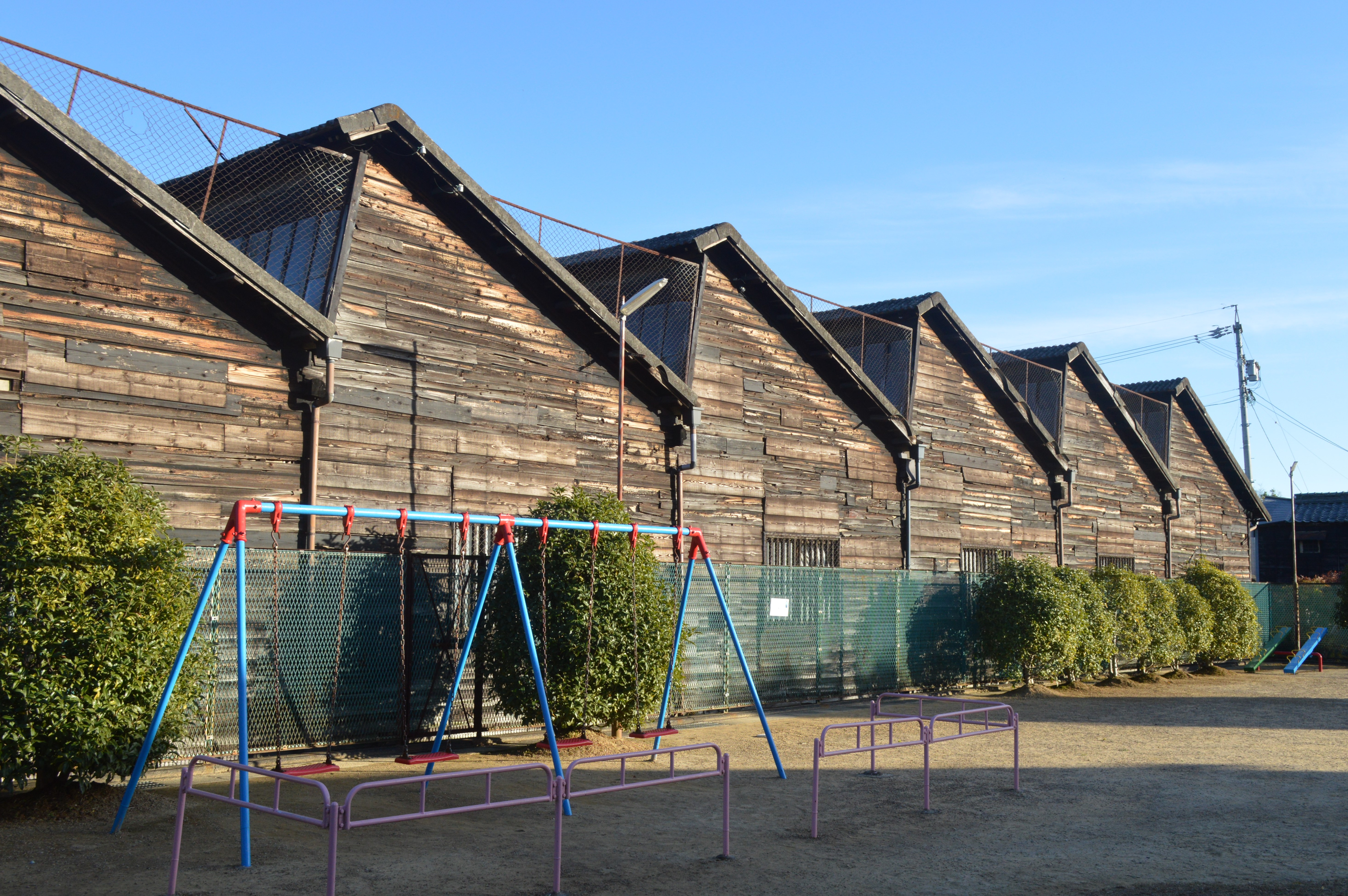
一宮市木曽川町玉ノ井の工場

#### 尾西地方の「のこぎり屋根工場」の歴史

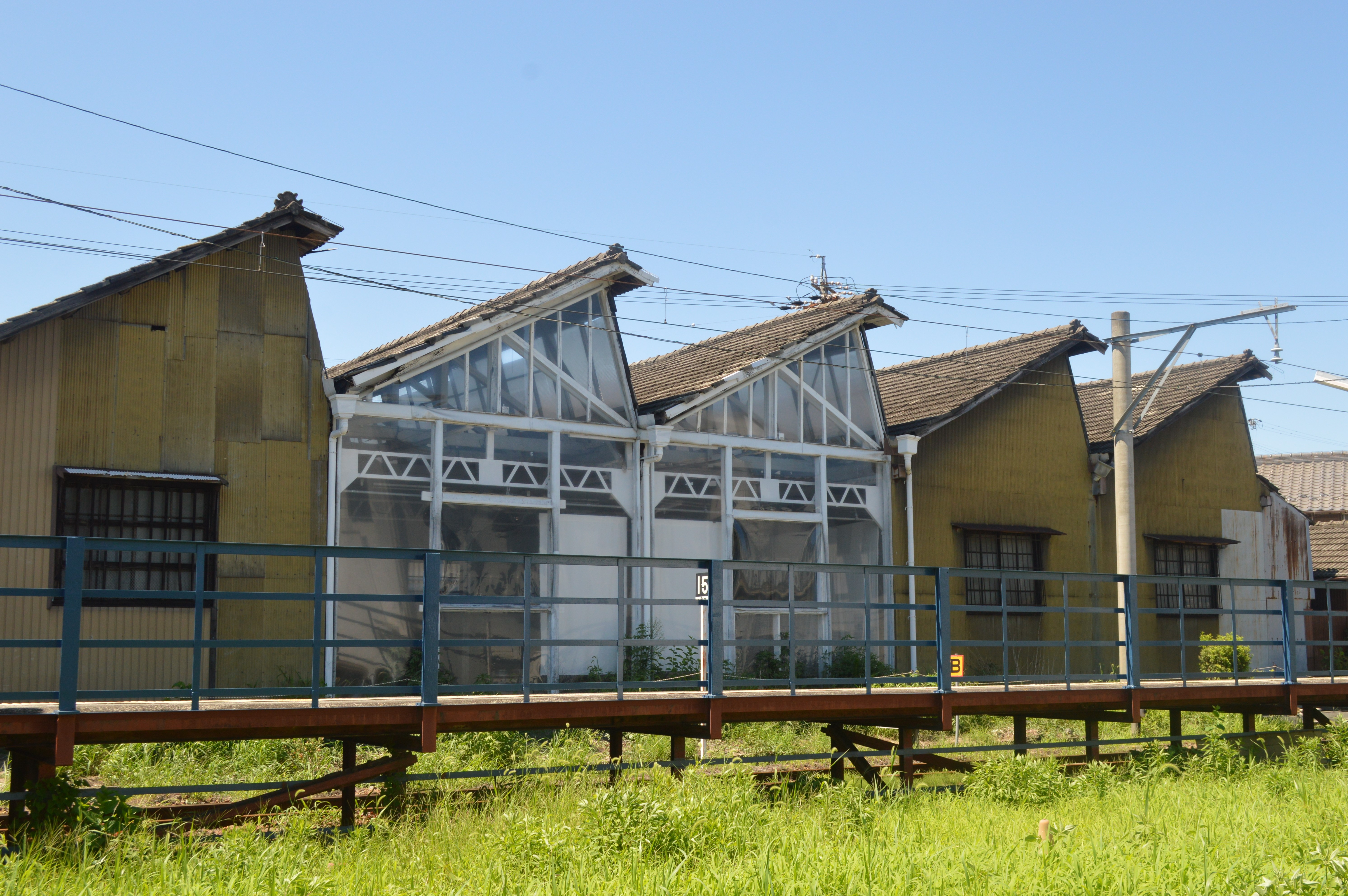
一宮ノコ屋根ベースi（一宮市木曽川町玉ノ井）